# Eduard Brunner
Eduard Brunner (8 de dezembro de 1918 - 13 de maio de 2006) foi um oficial alemão que serviu durante a Segunda Guerra Mundial. Foi condecorado com a Cruz de Cavaleiro da Cruz de Ferro.

## Carreira

### Patentes
Hauptmann

### Condecorações
| Cruz de Ferro 2ª Classe                         |
| Cruz de Ferro 1ª Classe                         |
| Folhas de Carvalho nº 638 28 de outubro de 1944 |